# Alzi (Haute-Corse)
Alzi település Franciaországban, Haute-Corse megyében. Lakosainak száma 27 fő (2022. január 1.). Alzi Alando, Bustanico, Mazzola és Sant’Andréa-di-Bozio községekkel határos.

## Népesség
| Lakosok száma | 39   | 17   | 11   | 16   | 20   | 25   | 26   | 25   | 25   | 27   |
|               | 1968 | 1982 | 1990 | 2006 | 2011 | 2016 | 2017 | 2019 | 2020 | 2022 |